# Afonso Reis Cabral
Afonso Reis Cabral (Lisboa, 31 de marzo de 1990) es un escritor y editor portugués.

## Biografía
Bisnieto de Eça de Queiroz, considerado por muchos el mejor escritor del realismo portugués del siglo XIX, Afonso Reis Cabral nació en Lisboa y se crio en Oporto, formándose en el Colégio dos Cedros y en la Escola Secundária Rodrigues de Freitas. Con nuevo años empezó a escribir, y con quince publicó su primer libro de poesía, Condensação. Posteriormente, volvió a su ciudad natal y se formó y graduó en la Universidade Nova de Lisboa, primero en Estudios Portugueses y Lusófonos y después en Estudios Portugueses.
En 2014, con veinticuatro años, ganó el premio LeYa por su novela O Mío Irmão. Hasta 2017 fue corrector y editor de varias editoriales, como Alêtheia o Presença. En septiembre de 2018 se publicó su segunda novela, Pão de Açúcar que versaba sobre el crimen contra Gisberta Salce Júnior, que le valió el Premio Literario José Saramago en 2019. En septiembre de 2019 publicó el libro Leva-me Contigo, que recoge la experiencia de un viaje a pie por la carretera Nacional 2.

## Publicaciones
- Condensação (2005), que reúne los poemas escritos entre los nueve y los quince años[1]
- O Meu Irmão (2014)[2]
- Pão de Açúcar (2018)[4]
- Leva-me contigo (2019)[6]

## Reconocimientos
- 2014: Premio LeYa, por O Mío Irmão[2][1]
- 2017: Premio Europa David Mourão-Ferreira Promesa[7]
- 2018: Premio Novos de Literatura
- 2019: Premio José Saramago, por Pão de Açúcar [4]